# Серебряный штифт
Серебряный штифт, или Серебряная игла (нем. Silberstift) — название старинной техники рисования, а также специального инструмента, которым художник рисует на загрунтованной поверхности (холст, пергамент, бумага), используя штифт: серебряный стержень, заточенный с одной стороны и закрепленный в удобный для руки держатель с другой. В эпоху Возрождения для грунтовки применялась костяная пыль (такая поверхность называлась carta tinta), в настоящее время для этого используется также гуашь или гипс с растительным клеем.
Рисунок, сделанный серебряным штифтом, получается серебристого, голубовато-серого тона. Постепенно, в результате окисления, он принимает теплый коричневатый оттенок и создает изображение необыкновенной деликатности и утончённости.

## История
Со времен раннего Средневековья переписчики рукописей были знакомы с техникой серебряной иглы и использовали её для письма на пергаменте и бумаге. В эпоху Возрождения она становится одной из самых популярных среди художников Италии, Германии и Голландии. Достаточно назвать таких признанных мастеров рисунка, как Ян ван Эйк, Леонардо да Винчи, Альбрехт Дюрер, Ганс Бальдунг, Петрус Кристус. Итальянский художник Ченнино Ченнини (1370—1440) в своей «Книге об искусстве» описывает технику «серебряного стилуса» (stilo di argento) и приводит рецепты приготовления поверхности для неё. Начиная со второй половины XVI века эта техника, вследствие изменения эстетических принципов и появления более живописных приёмов рисования, постепенно выходит из употребления и уже в XVIII веке она почти забыта, вытесненная сначала итальянским (угольным), а затем графитным карандашом. Известны, однако, работы Рембрандта, выполненные серебряным штифтом (например, портрет Саскии 1633 года, хранящийся в берлинском Кабинете гравюр).
В начале XX века немецкий историк искусства Йозеф Медер (1857—1934) посвятил монографию серебряному штифту («Das Buchlein vom Silberstift», 1909), чем и возродил интерес к этой технике рисунка. Её использовали такие художники, как Альфонс Легро и прерафаэлиты в Англии, Джозеф Стелла в США.
Из современных исследователей следует отметить английского ученого Фрэнсиса Эймс-Люиса, который уделяет серебряной игле значительное место в своей монографии «Рисунок в эпоху раннего Возрождения в Италии», а также книгу австралийской художницы и скульптора Сьюзен Доротеи Уайт «Рисовать как да Винчи», в которой подробно рассказывается об этой технике рисунка.
В наше время целый ряд художников использует серебряную иглу в своем творчестве. Особое место в этом списке занимает Виктор Кульбак — французский художник русского происхождения, который создал в этой технике целую галерею портретов, а также изображений животных, птиц, цветов.